# إسلاميو تركيا - العثمانيون الجدد (كتاب)
إسلاميو تركيا... العثمانيون الجدد هو كتاب سياسي من تأليف إدريس بووانو، يتناول بالدراسة الصراع بين التيارين العلماني والديني في تركيا الحديثة.

## فكرة الكتاب
يجمع الدارسون والمراقبون على أن الحركة الإسلامية اليوم أصبحت محورًا مركزيًا، واهتمامًا رئيسيًا من اهتمامات الرأي العام داخل دولها وخارجها، في الدوائر الغربية وفي غيرها، بحيث تم تجنيد باحثين وخبراء واستراتيجيين ومعاهد ومراكز يراقبون ويتابعون جل تحركاتها وتطوراتها.
ويرون أن المسألة التركية، وفي صلبها التجربة السياسية الإسلامية، تكتسي أهمية خاصة في العالم الإسلامي وتجارب الحركات الإسلامية فيه.
وبقدر ما هي في حاجة إلى الدراسة والبحث في مختلف جوانب نجاحاتها وإخفاقاتها، بقدر ما هي بحاجة أيضا إلى استخلاص دروس منها.
وهذا ما حاول الدكتور إدريس بووانو الوقوف عليه في كتابه «إسلاميو تركيا.. العثمانيون الجدد».

## استعراض الكتاب

### الإسلام العدو البديل
الاهتمام بالحركة الإسلامية عموما ساهمت فيه ثلاثة عوامل رئيسية، يتعلق أولها بالثورة الإسلامية في إيران عام 1979، والتحولات التي ترتبت عليها في منطقة الشرق الأوسط، ويتعلق ثانيها بانهيار الشيوعية كقوة عالمية، واندحارها كأيديولوجية سياسية.
أما العامل الثالث فيتجسد في شعبية الحركة الإسلامية التي تعاظمت داخل أوطانها في ظل حالة الاحتقان الاجتماعي والسياسي التي عرفتها المنطقة.
فقد أعلنت جل الحركات الإسلامية منذ بدايات ظهورها أن منطلقها هو الإسلام معتبرة إياه القادر على بناء نظام سياسي نموذجي، وأنه الذي أفرز من قبل نموًا ثقافيًا لم يؤثر على الأشخاص الذين اعتنقوه فحسب، بل ترك أثره الواضح على العالم بأسره.
وتعتبر تركيا في هذا السياق أحد الأقطار العديدة التي استأثر فيها اهتمام المتتبعين بالحركة الإسلامية، فهي البلد الإسلامي الذي لا يزال يرمز بحضارته وتاريخه للخلافة العثمانية التي عمرت قرونا من الزمن وبسطت سلطان خلافتها على بلدان عديدة من عالمنا الإسلامي.
لقد كان الانهيار المباغت للاتحاد السوفياتي وسقوط جدار برلين سنة 1986 مؤشرا على حتمية حدوث تغييرات وتكتيكات على الخارطة الجغرافية-السياسية للعالم، بدأت معالمها في التبلور والتشكل منذ تلك الفترة لتأخذ مظاهر وأشكالا شتى.
وتسارعت وتيرة التحولات التي رافقت هذا الحدث العالمي بشكل لافت، وبدت فراغات كبيرة في أحزمة القوة التي تسيطر على العالم، أعقبتها موجة محمومة من التحرك قادها الغرب الإمبريالي.
وكانت كلها تهدف إلى إيجاد صيغة جديدة تظل بها أذرع الحضارة الغربية قابضة بناصية الخارطة الجغرافية-السياسية، مع تحريك اتجاهات الفعل بطريقة أو بأخرى لتستوعب انهيارات الطرف الشرقي للحضارة الغربية والمحافظة عليه تحت مظلة السيادة والهيمنة الغربيتين، قاطعة الطريق أمام أي منافس جديد.
طبعا كان الإسلام الذي تهامست حوله القوى الغربية الإمبريالية، هو «العدو البديل» عن الشيوعية انطلاقا من حمله لمنظومة من القيم والأفكار تستطيع تهديد الانفراد الغربي -في شقه الرأسمالي- بتسيير شؤون العالم، كما تؤهل حامليه لملء فراغات القوة وصولا إلى سدة الحكم.
يرى بووانو أن بعض الأطراف داخل الغرب وجدت في الإسلام المنافس الأول لها، المنافس الذي يختزن مؤهلات القوة وإمكانات عمارة الأرض، وهو «المارد» الذي يمكن أن يتطاول بنيانه، فيصل إلى لحظات الاستشراف والشهود الحضاري، وبالتالي ينازعها السيادة على العالم.
وهكذا اختار الغرب وصادق على «صك المواجهة والمؤامرة ضد هذا المارد الإسلامي القادم»، وأعاد على ضوء ذلك كله ترتيب أجندته.

### الصراع العلماني الإسلامي
أما الاهتمام بالمسألة التركية بصفة عامة داخليا وخارجيا، عربيا ودوليا، فازداد منذ سقوط الخلافة وقيام الجمهورية التركية سنة 1924، ولا يزال هذا الاهتمام بارزا وحاضرا إلى وقتنا الحالي.
قبل الحرب العالمية الأولى كان في تركيا تيار من المسلمين يشعر بأنه يعيش في ظل دولة إسلامية، رغم ضعف هذه الدولة، واختلاف تقييم هذا التيار لها.
ورغم أن أفرادًا من هذا التيار ومعهم مجموعة من المسلمين كانوا يعتقدون أن هذه الدولة هاضمة لحقوقهم، فإنهم كانوا يتجهون بأبصارهم إلى إصلاحها، عكس التيار العلماني المغترب الذي اخترق النخبة العثمانية، مدنييها وعسكرييها، منذ بداية القرن التاسع عشر الميلادي بفكره الفلسفي ومظاهره الأوروبية، والذي كان يسعى جاهدًا إلى تقويض بنيان هذه الدولة التي لم تعد في نظره قادرة على الإمساك بمقاليد البلاد.
هكذا برز في أواخر عهد الدولة العثمانية صراع قوي بين تيارين: تيار علماني حمل على كاهله الدعوة إلى الالتحاق بالغرب والتماس طريقه، وتيار مثلته شريحة عريضة من الشعب التركي وعلى رأسها العلماء وزعماء الطرق الصوفية أطلق عليهم فيما بعد اسم «التيار الإسلامي»، و«الإسلاميون الأتراك» وعلى جزء منه اسم «الحركة الإسلامية التركية»، هذا التيار هو الذي أخذ على كاهله مهمة الدفاع عن الإسلام.
ويرى الكاتب المغربي أن «الانتصار» في الشوط الأول من الصراع الذي بدأ بين التيارين منذ تلك الفترة -ولا يزال مستمرا– كان لصالح الحركة الكمالية العلمانية عقب حرب الاستقلال، وتكون الجمهورية التركية العلمانية بمبادئها القائمة كلية وصراحة على إلغاء دور الإسلام.
ولقد كان مصطفى كمال أتاتورك صريحا في تأكيد ذلك حينما ذكر في مجلس الأمة التركي أن هذه الدولة «لم تعد تأخذ مثالها من الغيبيات، ولم تعد تأخذ قوانينها مما يظن أنها كتب جاءت من السماء».
أما الشوط الثاني بين هذين التيارين فقد أخذ الصراع فيه معالم أخرى دلت في مجموعها على بداية رجحان كفة الانتصارات لصالح التيار الإسلامي.
لم يكن التيار الإسلامي في تركيا أو الإسلاميون الأتراك -حسب بووانو- نبتة دخيلة على التربة التركية ولا نتيجة ظروف طارئة أو بسبب معادلات خارجية.. حتى يستغرب البعض اليوم سر وجود هذا التيار في ظل الدولة التركية الحديثة، وسر نجاحاته وصعود نجمه السياسي في الآونة الأخيرة.
فوجه الاستغراب، يقول الكاتب، ينبغي أن يتوجه إلى البحث عن سر وجود خصمه، وهو التيار العلماني، في بيئة ومجتمع غالبيته مسلمة، ظلت تدين بالإسلام عبادة وسلوكا لعدة قرون.
للإجابة على هذا الاستغراب قام الدكتور إدريس بووانو بإلقاء نظرة تاريخية للبحث في جذور التيار الإسلامي التي تمتد إلى الدولة العثمانية، وفي حقيقة الملابسات والظروف التي رافقت ظهور خصمه وهو التيار العلماني في أخرى ات الدولة العثمانية، واشتداد معركته معه بعيد ذلك وإلى يومنا هذا.
فقد حملت النخبة المدنية من المثقفين العثمانيين والنخبة العسكرية من الضباط العسكريين الذين استكملوا تعليمهم في المدارس العسكرية الأوروبية، على كاهلها مهمة تثبيت أركان الدولة العلمانية، فقامت بدور ولو محدود في بروز ديناميكية وحركية التيار الإسلامي بمختلف شرائحه اتجاه ما سعت «الإصلاحات» الكمالية لتحقيقه من أهداف كلها كانت تروم التضييق على النشاطات الإسلامية واجتثاث كل المظاهر الدالة عليها.
ممارسات التيار العلماني أثناء تطبيقه «للإصلاحات» الكمالية وقبلها -منذ أن أصبحت حركة الاتحاد والترقي وتركيا الفتاة متنفذتين في البلاد- تسببت في حدوث أثر شديد وبليغ على المسلمين.
فقد اتخذت هذه الممارسات في بداياتها شكل معاداة للدين، وعقب ذلك ظهر رد الفعل الإسلامي في شكل تجمعات دينية، خاصة مع سقوط الخلافة الذي ترك في نفوس المسلمين جرحا كبيرا لم يندمل رغم مرور العقود.
لقد ظلت مع هذا السقوط المفاجئ لرمز إسلامي -مكث شامخا عدة قرون- مجموعة من الأسئلة تراود الكثير من المسلمين، أسئلة ولدت لدى بعضهم، بل الكثير منهم ضرورة الالتفاف حول رمز ما، فهرعت كل جماعة وفئة تلتف حول كبير لها، وتعتبره رمزا للخليفة.
وهكذا أصبحت كل جماعة يتعاظم شأنها، ويكثر أتباعها ومريدوها، تحدث كيانا مستقلا، لتشكل مجتمعة ما سمي بـ«التيار الإسلامي». وسيضطلع كل مكون فيه بمهمة مواجهة الممارسات العلمانية التي رافقت «الإصلاحات» الكمالية انطلاقا من رؤية كل منها إلى الواقع وسبل التصدي لانحرافاته.
لم يكن صراع التيار الإسلامي مع التيار العلماني بنخبتيه العسكرية والمدنية صراعًا عاديًا، بل كان صراعا عنيفًا وقويًا، أملت تفاعلاته قدرا كبيرا من التأثير والتأثر، وتركت هذه التفاعلات بصمات واضحة على مسيرة التيار الإسلامي الذي عرف تحولات هامة في مسيرته.

### تحولات التيار الإسلامي
وقف الدكتور بووانو في المحور الثالث من كتابه على التحولات التي عرفها التيار الإسلامي سواء على مستوى الطرق الصوفية والجماعات الإسلامية ذات البعد التربوي والفكري، أو على مستوى الجماعات الإسلامية ذات البعد الحركي الممثلة في حركة الرأي الوطني وبصفة خاصة على مستوى ممارستها وتجربتها السياسية، حيث عرفت ميلاد توجه جديد يمثله حزب العدالة والتنمية الحالي.
وقال إن هذا التوجه أو هذه التجربة تشكل نقلة نوعية في مسار الحركة الإسلامية عموما، وفي مسار التجربة السياسية ذات المرجعية الإسلامية في تركيا خصوصا، وهي إلى حد ما عنوان «حركة سياسية» مؤطرة في هذا الحزب أكثر مما هي عنوان حزب مجتمعي صاحب بنيات مؤسساتية.
إنها تجربة أظهرت قدرا كبير من المرونة والواقعية السياسية في تعاطيها مع القضايا والملفات المطروحة سواء على المستوى الداخلي أو الخارجي.
وتجلت هذه المرونة في واقعية واعتدال مواقف زعماء التجربة الجديدة مما أهلها إلى النجاح المعتبر الذي حققته في انتخابات نوفمبر/ تشرين الأول 2002، الذي مكنها من تشكيل حكومة بأغلبية مريحة، وتبع ذلك فوزها بعدد كبير من البلديات بما نسبته 35%.
وكان ثمن ذلك "تنازلات" لا بأس بها قدمها زعماء التجربة الجديدة -كما ذكر كثير من أبناء التيار الإسلامي خارج تركيا وداخلها- لكن السؤال أو بالأحرى الأسئلة التي ظلت عالقة هي: "هل يحق أن نسمي ما قامت به التجربة الجديدة تنازلا؟.
وكيف نحكم على سلوك سياسي قامت به التجربة الحالية أو غيرها بأنه تنازل عن مبادئ معينة؟ ثم أيضا ما حدود المبدئية والبراغماتية في هذه التجربة السياسية الجديدة خصوصا، وفي التجربة السياسية الإسلامية عموما؟".

### أسلوب عمل
وقد لاحظ بووانو أن التجربة السياسية الإسلامية التركية منذ بداياتها الأولى تسلك سبيل «المناورة» في أدائها السياسي، وهذا الأمر فرضته عدة عوامل أهمها، طبيعة الديمقراطية التركية، وشدة المأزق الذي تقع فيه التجربة السياسية الإسلامية.
وقال إن عدم فهم هذا التكتيك -تكتيك المناورة- الذي انتهجته التجربة السياسية بأحزابها القديمة، أو بتجربتها الحالية مع حزب العدالة والتنمية، يؤدي إلى طرح مجموعة من الأسئلة المحيرة.
ويزداد طرح الأسئلة حينما لا يتوصل إلى شفرة للتمييز بين المواقف الثابتة والمواقف المتحولة للتجربة الجديدة -التي تمثل عنوان «حركة سياسية»- اتجاه مجموعة من المعادلات عموما، واتجاه معادلة الحرب التي شنتها أميركا وبريطانيا على العراق خصوصا.
ورصد الدكتور بووانو في كتابه مواقف زعماء التجربة اتجاه جملة من المعادلات والقضايا الداخلية والخارجية، وكيف استطاع الإسلاميون الأتراك الالتفاف على الكثير منها.
وخلص في النهاية إلى أن ما ميز هذه المواقف من سمات وخصائص جمع بينها قاسم واحد وهو أسلوب وتكتيك المناورة السياسية التي أدار به زعماء التجربة الجديدة كثيرا من مواقفهم وتحركاتهم.
وخلص إلى أن تجربة التيار الإسلامي في شقها السياسي وتعامله داخل الساحة السياسية وفق مقتضيات النظام الديمقراطي مكنه من التعرف عن قرب على الواقع الاجتماعي والاقتصادي والسياسي بكل تحدياته، ومكنه أكثر من التعرف على خصمه وهو التيار العلماني، كيف يفكر، وبأي أسلوب يتحرك، وأكسب كل ذلك حركية وفاعلية ومزيدا من التفهم والعقلنة.
وأثمر الاستيعاب المتبادل بين العلمانيين والإسلاميين اعترافا متبادلا خلق في النهاية تعايشا بين الطرفين داخل الساحة التركية، وقدرا من التفاهم على انتهاج الديمقراطية ومحاولة الوصول بها إلى بر الأمان بشراكة متبادلة في القيادة.
وأدرك أطراف المعادلة الديمقراطية في تركيا -بعد زمن من الصراع- أن ثمة مساحات مشتركة للعمل بين التيارين، وأن ثمة مساحات اختلاف، وأنه لن يكون في وسع أحد إلغاء الآخر، لكن في وسع كل طرف أن يتنازل عن قدر معين للآخر، وبإمكان الطرفين أن يشتغلا معا في المساحات المشتركة تلك.